# Smilax chapaensis
Smilax chapaensis är en enhjärtbladig växtart som beskrevs av François Gagnepain. Smilax chapaensis ingår i släktet Smilax och familjen Smilacaceae. Inga underarter finns listade.